# Азербайджан на летних Паралимпийских играх 2008
Азербайджан на летних Паралимпийских играх 2008 был представлен 18 спортсменами в 4 видах спорта. Среди них семь дзюдоистов, семь легкоатлетов, три пауэрлифтера и один стрелок.
До начала соревнований, 28 августа 2008 года президент Азербайджанской Республики Ильхам Алиев издал указ о награждении призёров XIII Паралимпийских игр в Пекине. Как сообщала президентская пресс-служба, азербайджанские спортсмены, выигравшие золотые медали должны были получить 200 000 манатов, а их тренеры — 100 000 манатов; обладатели серебряных медалей — 100 000 манатов, а их тренеры — 50 000 манатов; обладатели бронзовых медалей — 50 000 манатов, а их тренеры — 25 000 манатов. Для сравнения: правительство Китая выдавало победителям пекинских олимпийских игр только 50 000 долларов (приблизительно 40 000 манатов).
В итоге спортсмены Азербайджана завоевали на Паралимпиаде десять медалей: из них золото — Ильхам Закиев в дзюдо и Олохан Мусаев в толкании ядра; серебро — дзюдоисты Тофиг Мамедов и Керим Сардаров и прыгун Зейнидин Билалов; бронзу — дзюдоист Рамин Ибрагимов, прыгуны Владимир Заяц (тройной прыжок) и Олег Панютин (прыжок в длину), и бегуны Рза Османов (на 400 м) и Вюгар Мехдиев (на 200 м).
В итоговой таблице Азербайджан оказался на 37-й позиции. Среди постсоветских стран Азербайджан занял 4-е место, уступив лишь Украине (24-18-32), России (18-23-22) и Беларуси (5-7-1).

## Состав паралимпийской команды Азербайджана

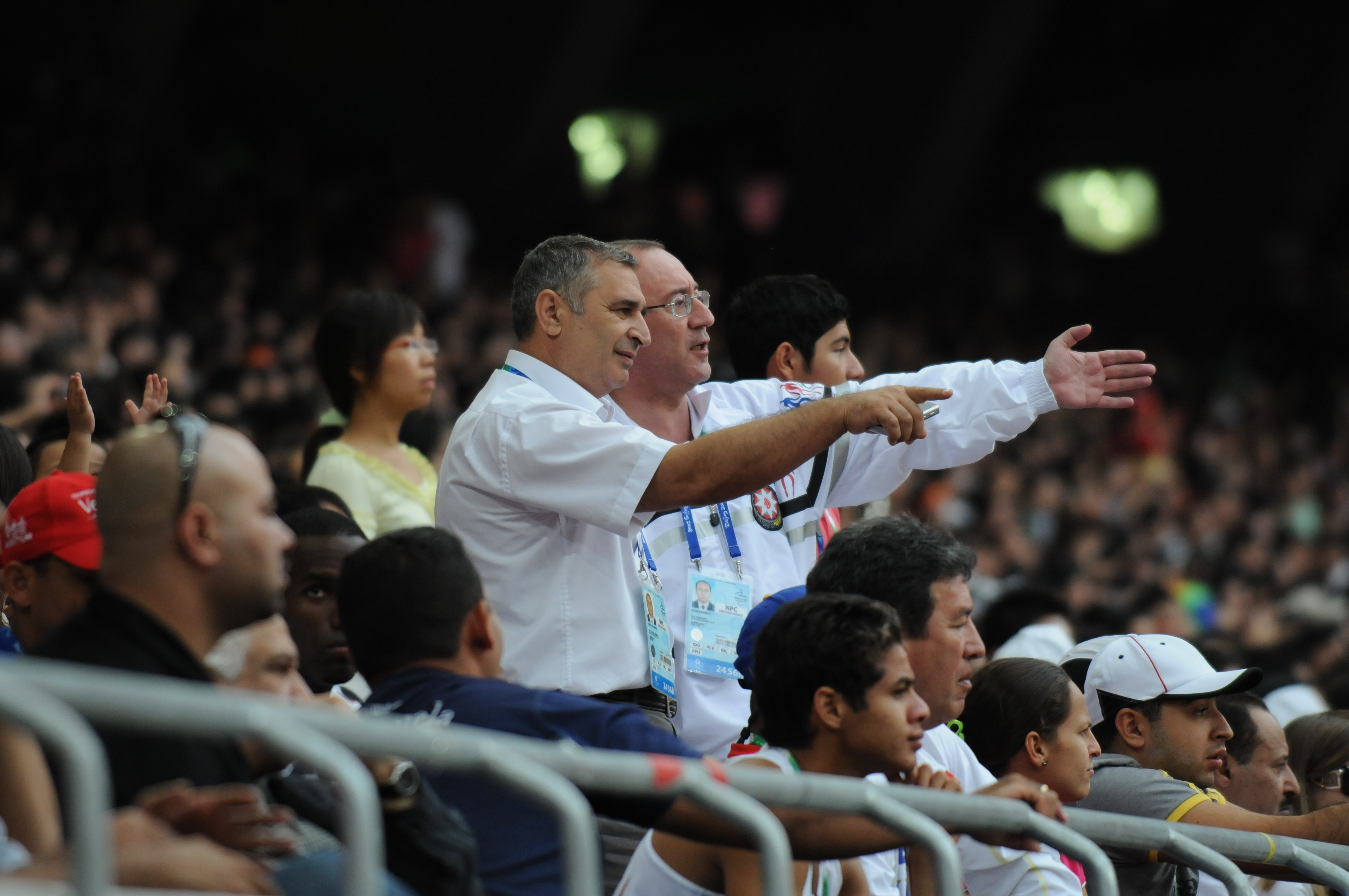
Руководитель азербайджанской делегации, президент национального паралимпийского комитета Ильгар Рагимов (справа)

В составе делегации Азербайджана присутствовало 38 человек, включая спортсменов, тренеров и официальных лиц. На церемонии открытия игр флаг Азербайджана нёс победитель прошлой Паралимпиады, дзюдоист Ильхам Закиев.
| Персона           | Роль                                                                                             |
| ----------------- | ------------------------------------------------------------------------------------------------ |
| Ильгар Рагимов    | руководитель делегации, президент Национального паралимпийского комитета                         |
| Афиг Сулейманов   | заместитель руководителя делегации, генеральный секретарь Национального паралимпийского комитета |
| Зиядхан Керимов   | заместитель руководителя делегации, вице-президент Национального паралимпийского комитета        |
| Шаиг Гамидов      | руководитель миссии, исполнительный директор                                                     |
| Рауф Алиев        | совет правления Национального паралимпийского комитета                                           |
| Садых Садыхов     | совет правления Национального паралимпийского комитета                                           |
| Айдын Мамедов     | совет правления Национального паралимпийского комитета                                           |
| Самьяр Абдуллаев  | совет правления Национального паралимпийского комитета                                           |
| Фуад Сулейманлы   | атташе                                                                                           |
| Ахмед Керимов     | атташе-переводчик                                                                                |
| Ильхам Тахмазов   | атташе-переводчик                                                                                |
| Фикрет Адыгёзалов | технический персонал                                                                             |

### Спортсмены и их тренеры
| Спортсмен           | Вид спорта      | Роль                           |
| ------------------- | --------------- | ------------------------------ |
| Ахмеддин Раджабли   | Дзюдо           | главный тренер сборной         |
| Тарлан Раджабов     | Дзюдо           | тренер                         |
| Ибрагим Ибрагимов   | Дзюдо           | тренер                         |
| Ильхам Закиев       | Дзюдо           | от 100 кг                      |
| Керим Сардаров      | Дзюдо           | до 100 кг                      |
| Тофиг Мамедов       | Дзюдо           | до 90 кг                       |
| Натиг Новруззаде    | Дзюдо           | до 81 кг                       |
| Рамин Алиев         | Дзюдо           | до 73 кг                       |
| Илкин Алышов        | Дзюдо           | до 66 кг                       |
| Рамин Ибрагимов     | Дзюдо           | до 60 кг                       |
| Сергей Тахмазов     | Лёгкая атлетика | главный тренер сборной         |
| Гаджибаба Зейналлы  | Лёгкая атлетика | тренер                         |
| Магеррам Солтанзаде | Лёгкая атлетика | тренер                         |
| Олохан Мусаев       | Лёгкая атлетика | толкание ядра                  |
| Зейнидин Билалов    | Лёгкая атлетика | тройной прыжок                 |
| Владимир Заяц       | Лёгкая атлетика | тройной прыжок, прыжки в длину |
| Олег Панутин        | Лёгкая атлетика | прыжки в длину                 |
| Вюгар Мехдиев       | Лёгкая атлетика | бег на 200 м, бег на 100 м     |
| Рза Османов         | Лёгкая атлетика | бег на 400 м                   |
| Эльчин Мурадов      | Лёгкая атлетика | бег на 100 м, бег на 200 м м   |
| Вагиф Мусаддик      | Пауэрлифтинг    | главный тренер сборной         |
| Магеррам Алиев      | Пауэрлифтинг    | от 100 кг                      |
| Мехман Рахманзаде   | Пауэрлифтинг    | до 100 кг                      |
| Эльшан Гусейнов     | Пауэрлифтинг    | до 90 кг                       |
| Виталий Сотников    | Стрельба        | главный тренер                 |
| Елена Таранова      | Стрельба        | пистолет: 10, 25 и 50 м        |

## Медали
Сборная Азербайджана завоевала на Паралимпийских играх 2008 года 10 медалей, 2 из которых — золотые, 3 — серебряные.
| Медаль  | Спортсмен        | Вид спорта      | Дисциплина                     | Дата        |
| ------- | ---------------- | --------------- | ------------------------------ | ----------- |
| Золото  | Ильхам Закиев    | Дзюдо           | Мужчины, свыше 100 кг          | 9 сентября  |
| Золото  | Олохан Мусаев    | Лёгкая атлетика | Мужчины, толкание ядра, F55/56 | 15 сентября |
| Серебро | Тофиг Мамедов    | Дзюдо           | Мужчины, до 90 кг              | 9 сентября  |
| Серебро | Керим Сардаров   | Дзюдо           | Мужчины, до 100 кг             | 9 сентября  |
| Серебро | Зейнидин Билалов | Лёгкая атлетика | Мужчины, тройной прыжок, F11   | 12 сентября |
| Бронза  | Рамин Ибрагимов  | Дзюдо           | Мужчины, до 60 кг              | 7 сентября  |
| Бронза  | Рза Османов      | Лёгкая атлетика | Мужчины, бег на 400 м, T12     | 13 сентября |
| Бронза  | Олег Панютин     | Лёгкая атлетика | Мужчины, прыжок в длину, F12   | 13 сентября |
| Бронза  | Владимир Заяц    | Лёгкая атлетика | Мужчины, тройной прыжок, F12   | 8 сентября  |
| Бронза  | Вюгар Мехдиев    | Лёгкая атлетика | Мужчины, бег на 200 м, T13     | 16 сентября |

| Медали по дням | Медали по дням | Медали по дням | Медали по дням | Медали по дням | Медали по дням | Медали по дням |
| -------------- | -------------- | -------------- | -------------- | -------------- | -------------- | -------------- |
| День           | Дата           | 1              | 2              | 3              | Всего          |                |
| День 0         | 6 сентября     | —              | —              | —              | —              |                |
| День 1         | 7 сентября     | —              | —              | 1              | 1              |                |
| День 2         | 8 сентября     | —              | —              | 1              | 1              |                |
| День 3         | 9 сентября     | 1              | 2              | —              | 3              |                |
| День 4         | 10 сентября    | —              | —              | —              | —              |                |
| День 5         | 11 сентября    | —              | —              | —              | —              |                |
| День 6         | 12 сентября    | —              | 1              | —              | 1              |                |
| День 7         | 13 сентября    | —              | —              | 2              | 2              |                |
| День 8         | 14 сентября    | —              | —              | —              | —              |                |
| День 9         | 15 сентября    | 1              | —              | —              | 1              |                |
| День 10        | 16 сентября    | —              | —              | 1              | 1              |                |
| День 11        | 17 сентября    | —              | —              | —              | —              |                |
| Всего          | Всего          | 2              | 3              | 5              | 10             |                |

## Результаты соревнований

### Дзюдо

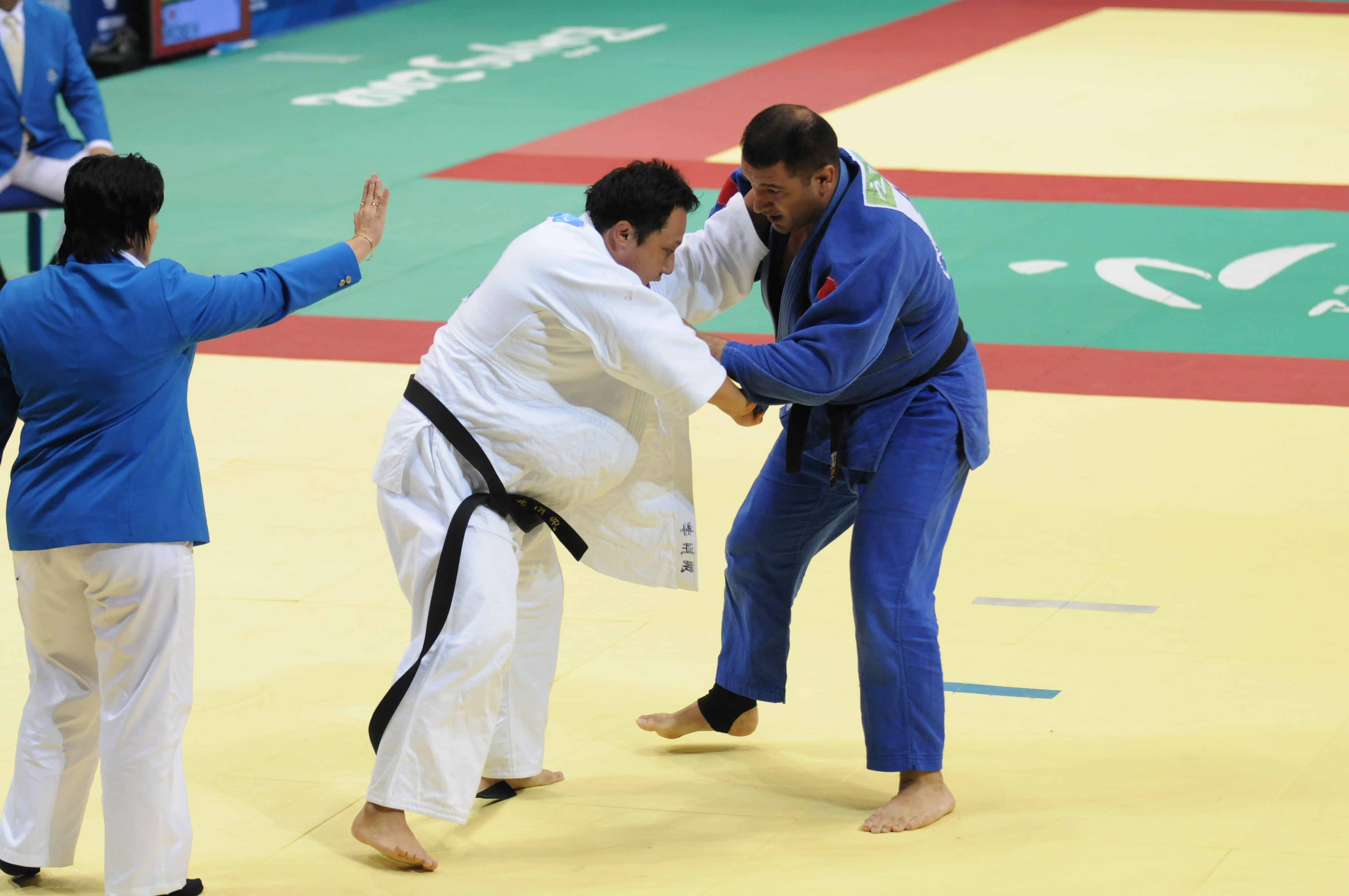
Ильхам Закиев соревнуется на играх (в синем кимоно)

Из Азербайджана на Паралимпиаду 2008 поехали семь дзюдоистов, четыре из которых вернулись с маделями.
Первую медаль для Азербайджана принёс 7 сентября, в первый день соревнований Рамин Ибрагимов, выступавший в весе до 60 кг. Будучи чемпионом мира 2007 года, Рамин считался фаворитом соревнований. Однако, в полуфинале он проиграл Мовлуду Ноуре из Алжира, который впоследствии стал олимпийским чемпионом. Далее, одержав над спортсменом из Великобритании Беном Квилтерем победу иппоном менее чем за минуту, Рамин занял третье место.
9 сентября дзюдоисты Азербайджана завоевали три медали.
Первым, в весовой категории до 90 кг выступил Тофиг Мамедов. Одержал победу авасете-иппоном над двукратным бронзовым призёром Паралимпийских игр 2000 и 2004 годов Йонасом Стоскусом из Литвы. Далее он победил Себастьяна Янка из Германии. В полуфинале броском иппон Тофиг одолел Оливера Каньона де Севри из Франции. Однако, уступив в финале россиянину Олегу Крецулу, Тофиг занял второе место.

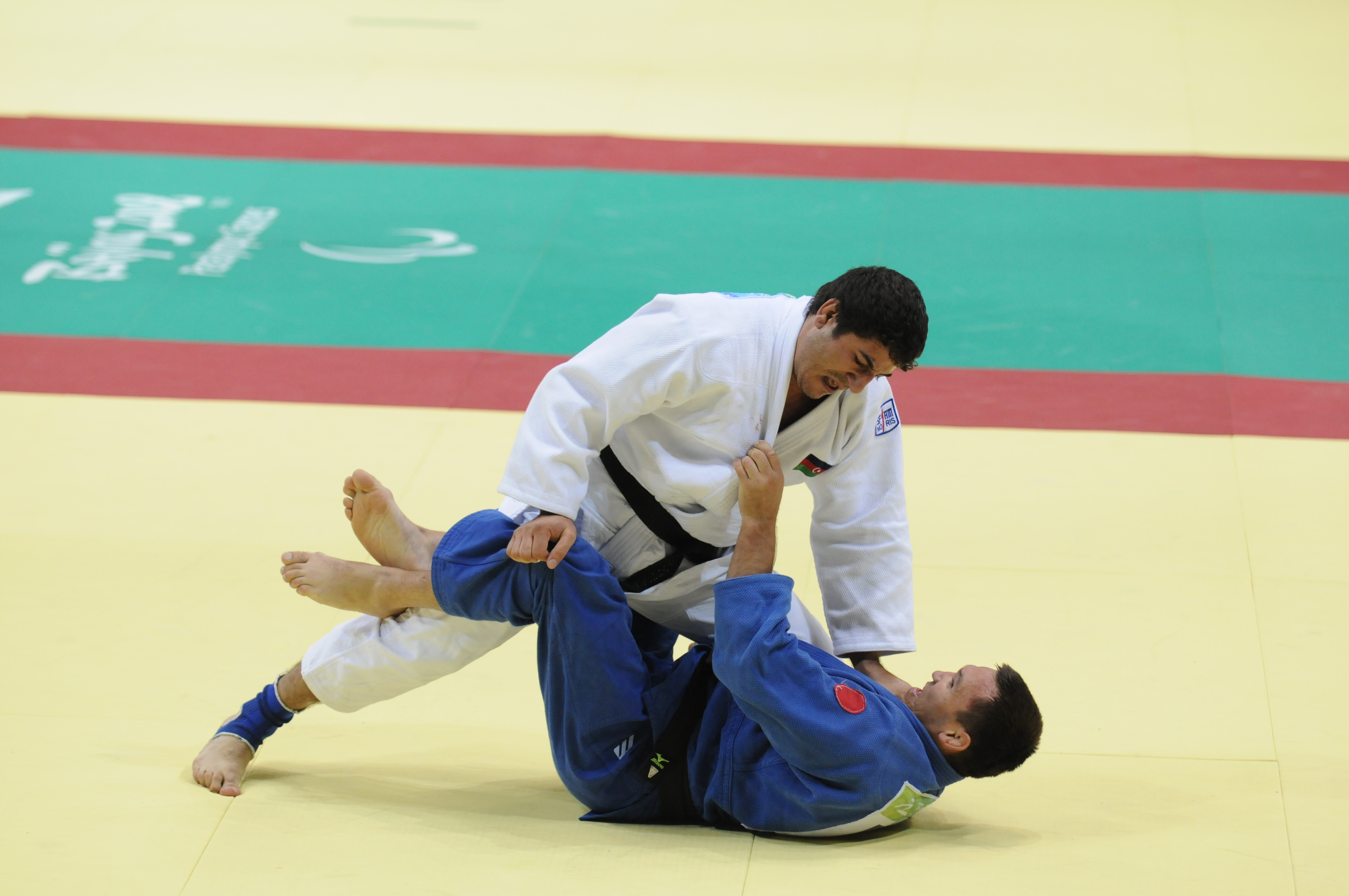
Тофиг Мамедов соревнуется на играх (в белом кимоно)

Второе серебро команде принёс Керим Сардаров, выступавший в весовой категории до 100 кг. Одолев спортсмена из Японии Хиросе Харуку иппоном за 27 секунд, Керим вышел в полуфинал, где победил Карлоса Кортаду из Кубы также иппоном менее чем за минуту. В борьбе за золото Сардаров проиграл паралимпийскому чемпиону 1996, 2000 и 2004 годов бразильцу Антонио Тенорио Силве.
Первую же золотую медаль Азербайджана как в соревнованиях по дзюдо, так и в паралимпийских играх 2008 года в целом принёт чемпион Паралимпийских игр 2004 года Ильхам Закиев, выступавший в весовой категории от 100 кг. Победив сначала француза Жульена Туринеса иппоном всего за пять секунд, Ильхам вышел в полуфинал, где одолел Парка Джунг-мина из Республики Корея броском осаекоми-иппон. Наконец в финале Ильхам Закиев победил местного, китайского дзюдоиста Ванга Сонга также броском осаекоми-иппон, завоевав тем самым золотую медаль Паралимпиады. Таким образом Ильхам Закиев стал двукратным паралимпийским чемпионом.
Дзюдоисты Натиг Новруззаде (до 81 кг), Рамин Алиев (до 73 кг) и Илкин Алышов (до 66 кг) не смогли завоевать медали на играх.
В итоговой таблице Азербайджан занял 4-е место, уступив лишь Китаю (4-2-1), Алжиру (2-0-1) и Бразилии (1-2-2).
Спортсменов — 7
Мужчины
| Спортсмен        | Категория    | Первый раунд                              | Четвертьфиналы                        | Полуфиналы                                    | Финал                                        | Первый доп. раунд  | Утешительный полуфинал                 | За 3 место Финал                   |               |
| Спортсмен        | Категория    | Соперник Результат                        | Соперник Результат                    | Соперник Результат                            | Соперник Результат                           | Соперник Результат | Соперник Результат                     | Соперник Результат                 |               |
| ---------------- | ------------ | ----------------------------------------- | ------------------------------------- | --------------------------------------------- | -------------------------------------------- | ------------------ | -------------------------------------- | ---------------------------------- | ------------- |
| Рамин Ибрагимов  | До 60 кг     | Игорь Заседкович (UKR) поб. 1000 / 0000   | Саид Шахманов (RUS) поб. 1000 / 0000  | Мовлуд Ноура (ALG) пор. 0001 / 1000           | Не прошёл                                    | Не участвовал      | Не участвовал                          | Бен Квилтер (GBR) поб. 1000 / 0000 |               |
| Илкин Алышов     | До 66 кг     | Эдуардо Амарал (BRA) поб. 0001 / 0000     | Сидали Ламри (ALG) пор. 0010 / 0001   | Не прошёл                                     | Не прошёл                                    | Не участвовал      | Сергей Карпенюк (UKR) пор. 0101 / 0000 | Не прошёл                          | Не прошёл     |
| Рамин Алиев      | До 73 кг     | Такаюки Кимура (JAP) поб. 1001 / 0000     | Ху Жилин (CHN) пор. 0000 / 1001       | Не прошёл                                     | Не прошёл                                    | Не участвовал      | Маттиас Кригер (GER) поб. 0011 / 0101  | Не прошёл                          | Не прошёл     |
| Натиг Новруззаде | До 81 кг     | Сальвадор Гонсалес (ESP) поб. 1000 / 0000 | Хорхе Ленсина (ALG) пор. 0000 / 1000  | Не прошёл                                     | Не прошёл                                    | Не участвовал      | Кенжи Ога (JAP) пор. Фусен-Гачи        | Не прошёл                          | Не прошёл     |
| Тофиг Мамедов    | До 90 кг     | Йонас Стоскус (LIT) поб. 0211 / 0000      | Себастьян Янк (GER) поб. 0003 / 0001  | Оливер Каньон де Севри (FRA) поб. 1100 / 0001 | Олег Крецул (RUS) пор. 0100 / 0100           | Не участвовал      | Не участвовал                          | Не участвовал                      | Не участвовал |
| Керим Сардаров   | До 100 кг    | Не участвовал                             | Хиросе Харука (JAP) поб. 1001 / 0001  | Карлос Кортада (CUB) поб. 1000 / 0000         | Антонио Тенорио Силва (BRA) пор. 0000 / 1101 | Не участвовал      | Не участвовал                          | Не участвовал                      | Не участвовал |
| Ильхам Закиев    | Свыше 100 кг | Не участвовал                             | Жульен Туринес (FRA) поб. 1000 / 0000 | Парк Джунг-мина (KOR) поб. 1000 / 0001        | Ванг Сонг (CHN) поб. 1000 / 0000             | Не участвовал      | Не участвовал                          | Не участвовал                      | Не участвовал |

Азербайджанские дзюдоисты на церемонии награждения
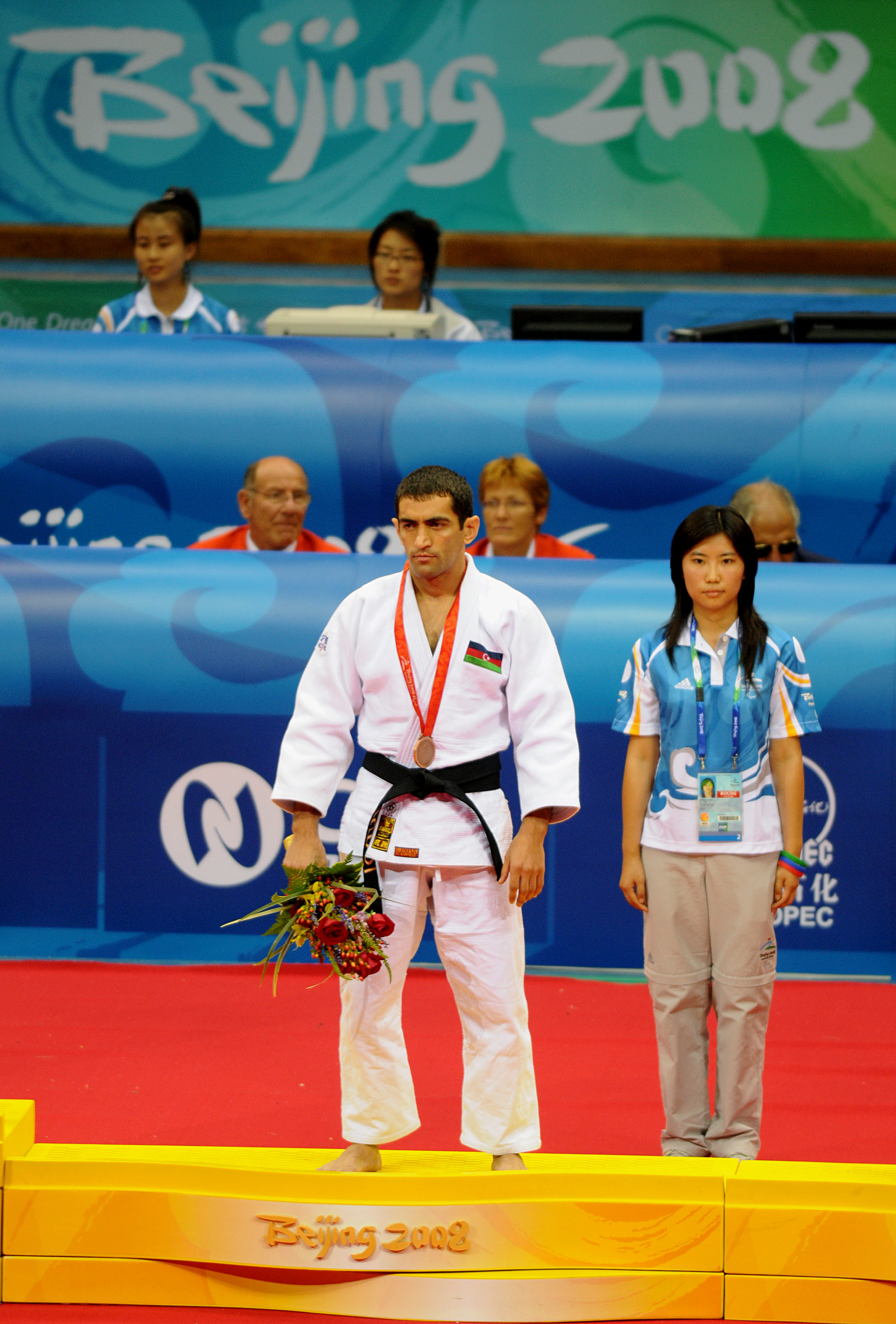
Рамин Ибрагимов
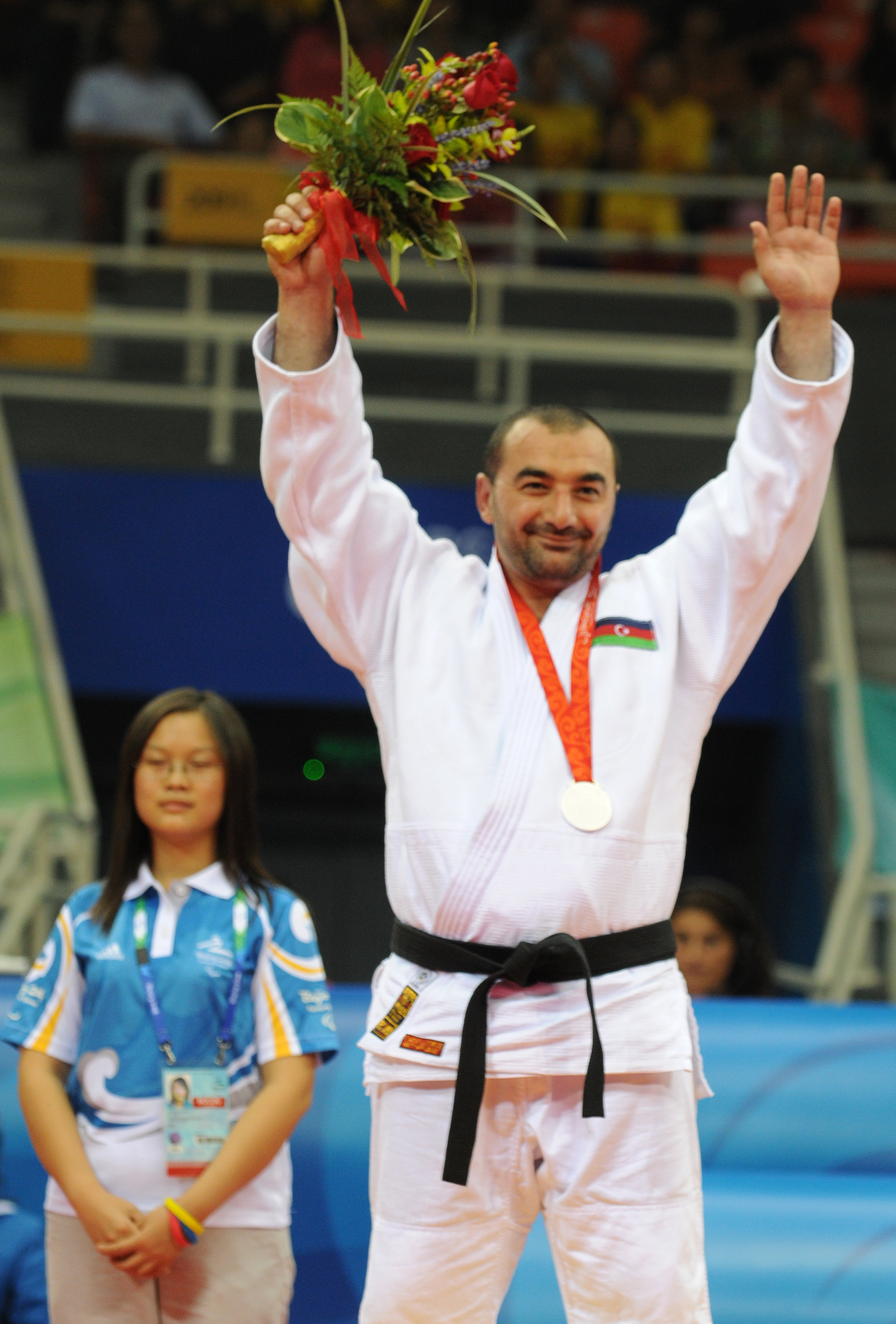
Керим Сардаров
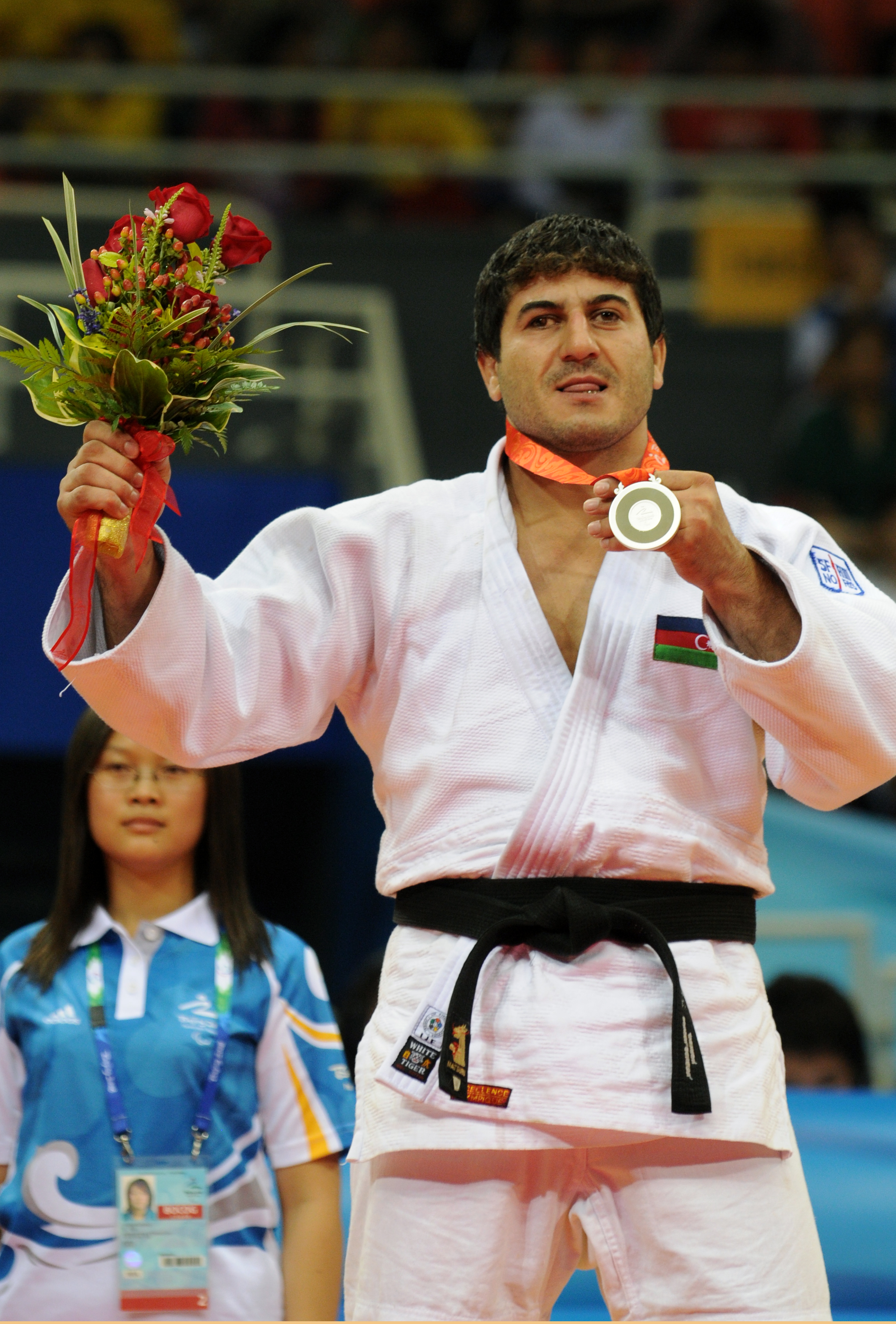
Тофиг Мамедов
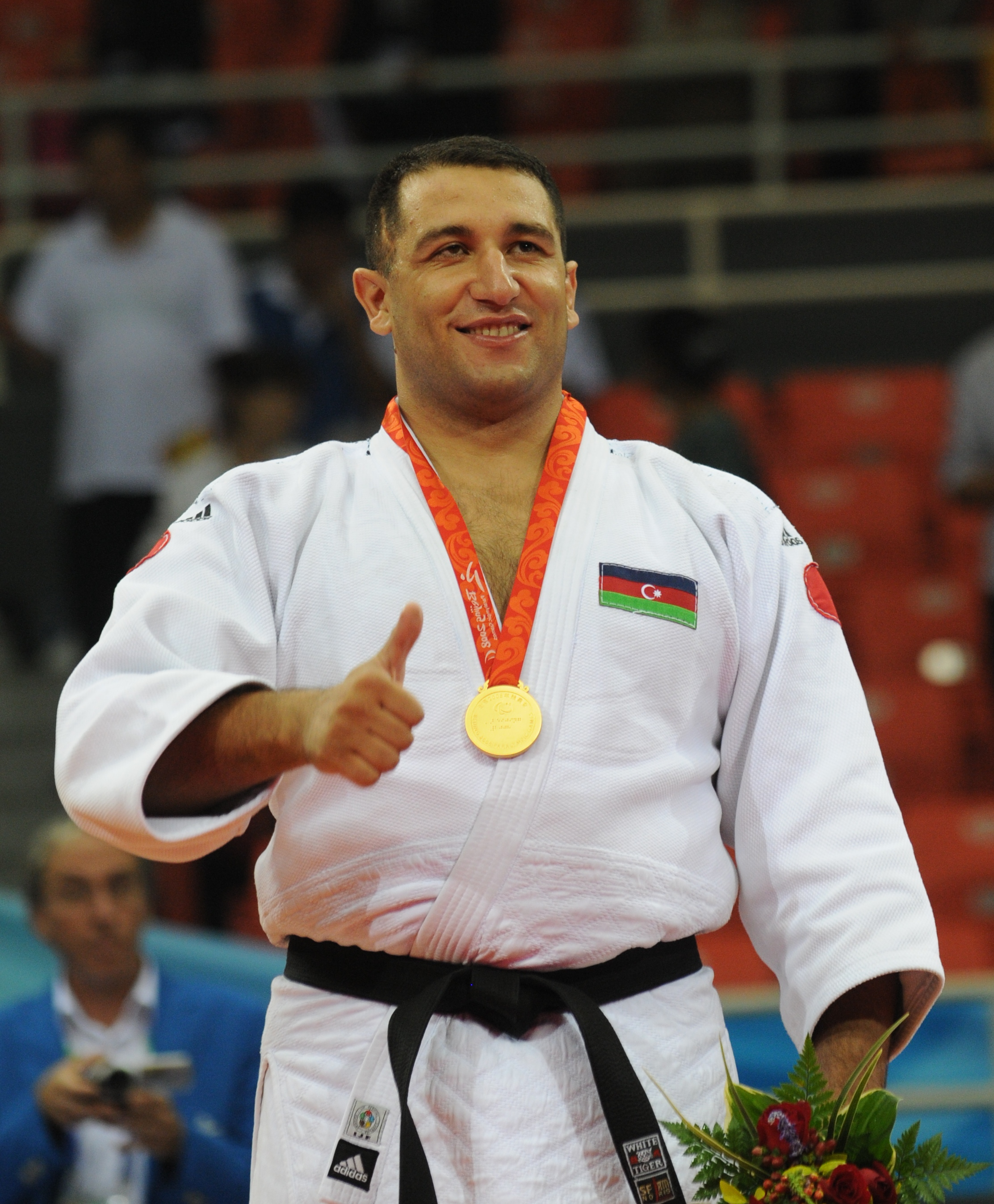
Ильхам Закиев

### Лёгкая атлетика
Азербайджан по лёгкой атлетике представляли семь спортсменов. Из них трое выступали в беге на дистанции, двое — в тройном прыжке, и по одному спортсмену — в прыжках в длину и в толкании ядра. Соревнования проходили на стадионе «Птичье гнездо». В итоге, завоевав одну золотую, одну серебряную и четыре бронзовых медалей, сборная Азербайджана заняла 33-е место.

#### Толкание ядра

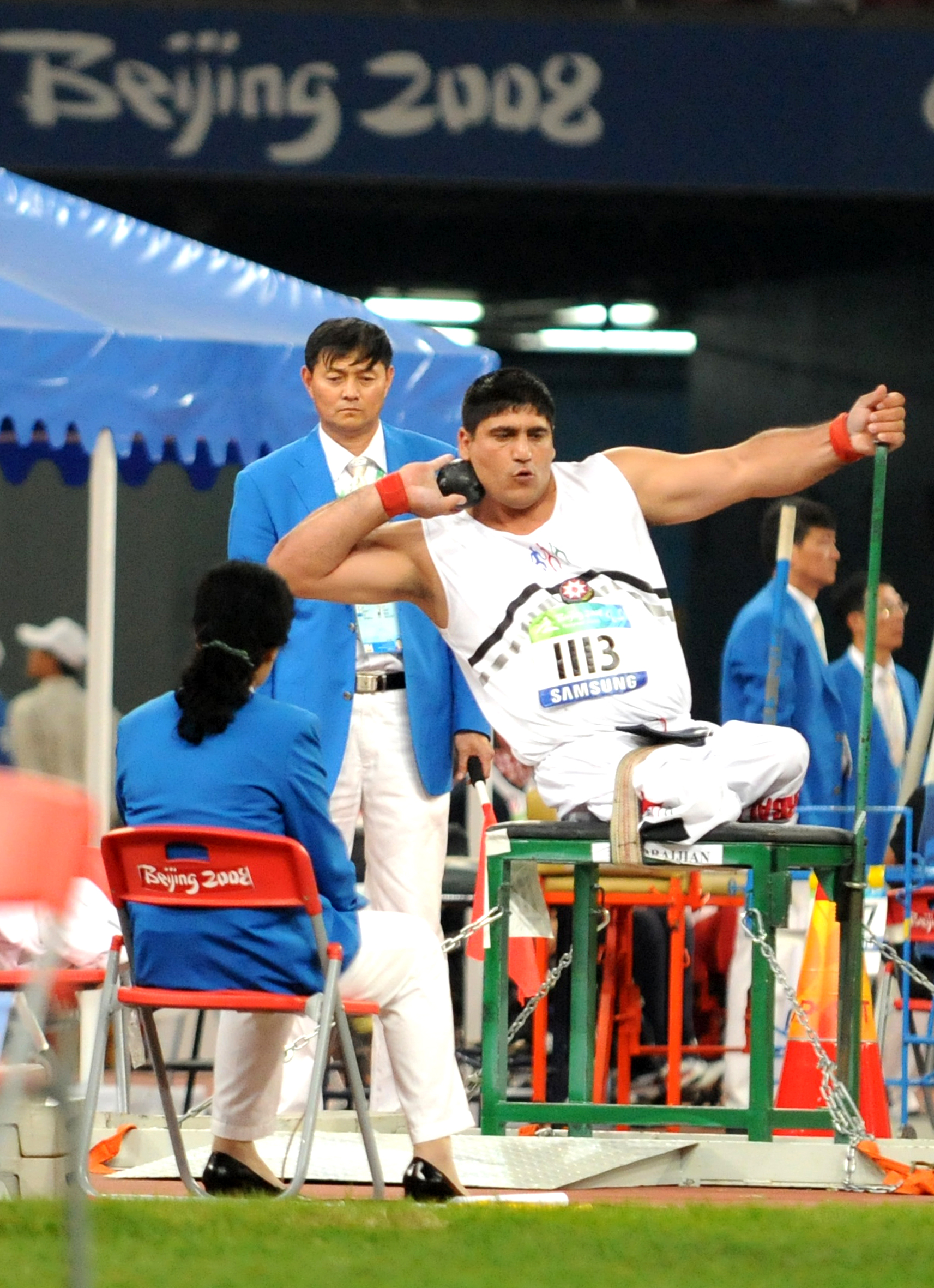
Олохан Мусаев толкает ядро

Азербайджан в этом виде спорта представлял только Улухан Мусаев. В состязаниях, проходивших 15 сентября всего участвовало 17 спортсменов, среди которых были представители и Польши, Чехии, США, России, Египта, Нидерландов, Греции, Словакии, Мексики, Германии, Ирана.
В первой попытке Олохан бросил снаряд на 13,32, во второй — на 13,49 м. Опередить его никто из спортсменов так и не смог. В итоге, занявший первое место Олохан, принёс Азербайджану вторую золотую медель. Эта медаль стала девятой медалью, заработанной азербайджанскими спортсменами.
Серебряным призёром стал Шворцжевски из Польши (его лучший результат 11,95 м). Толкнувший ядро на 11,55 м атлет из Чехии занял третье место.

#### Тройной прыжок

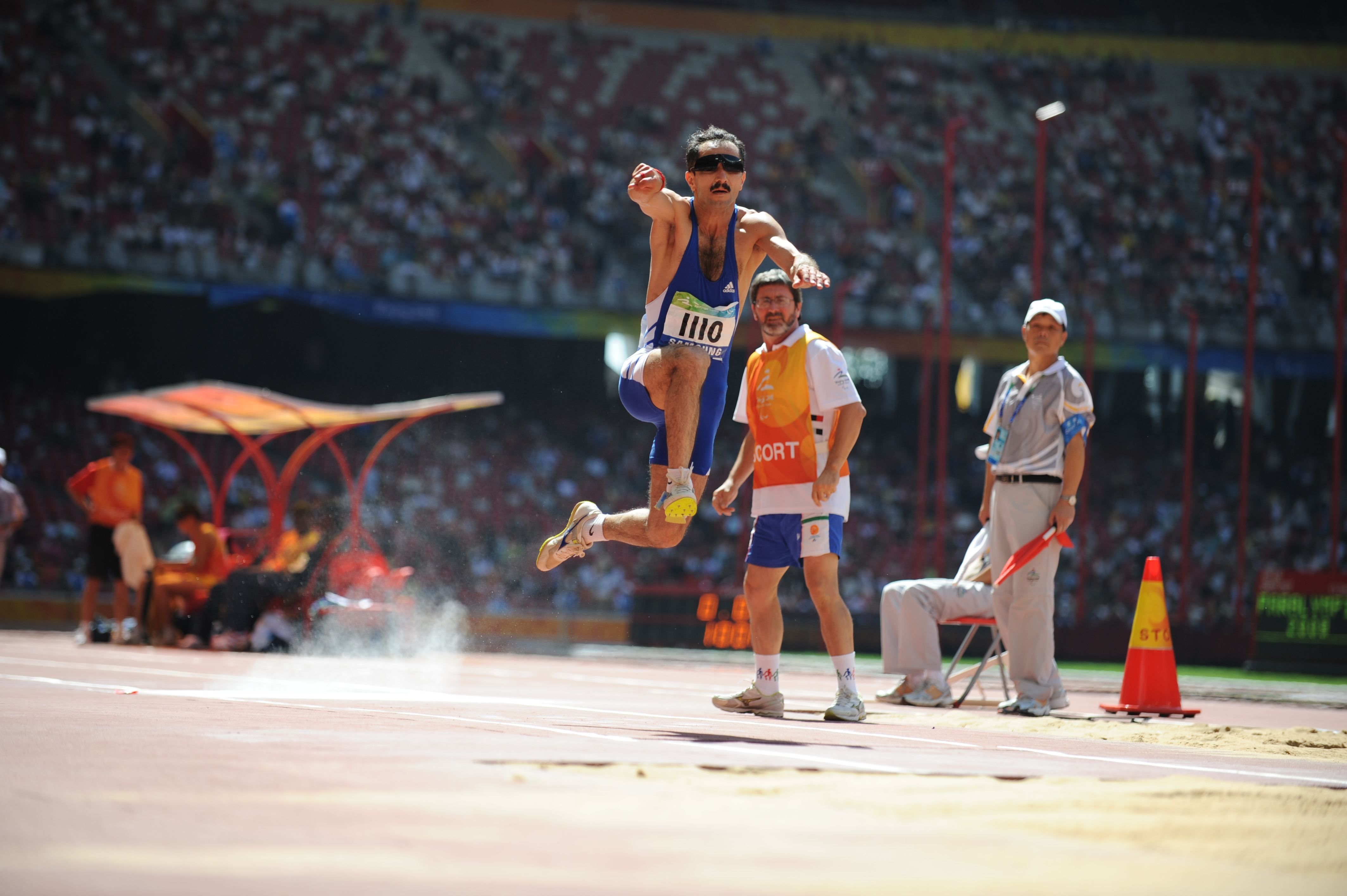
Выступление Зейнидина Билалова

В первый день соревнований по лёгкой атлетике, 8 сентября выступил Владимир Заяц. Он же и принёс первую медаль по лёгкой атлетике, заняв третье место. Владимир уступил, занявшему первое место Усама Альшангити из Саудовской Аравии и занявшему второе место, украинцу Ивану Куценко. Серебряный призёр Паралимпиады в Афинах 2004 года, 43-летний Зейнидин Билалов в Пекине также 12 сентября занял второе место, уступив лишь китайскому спортсмену Ли Дуану, выигравший Паралимпиаду с мировым рекордом — 13,71 м. Зейнидин же использовал всего две попытки из шести. В первой он показал 10,69 метров, а во второй — 12,80 м. Эти результаты принесли Азербайджану третье серебро Паралимпиады.

#### Прыжки в длину

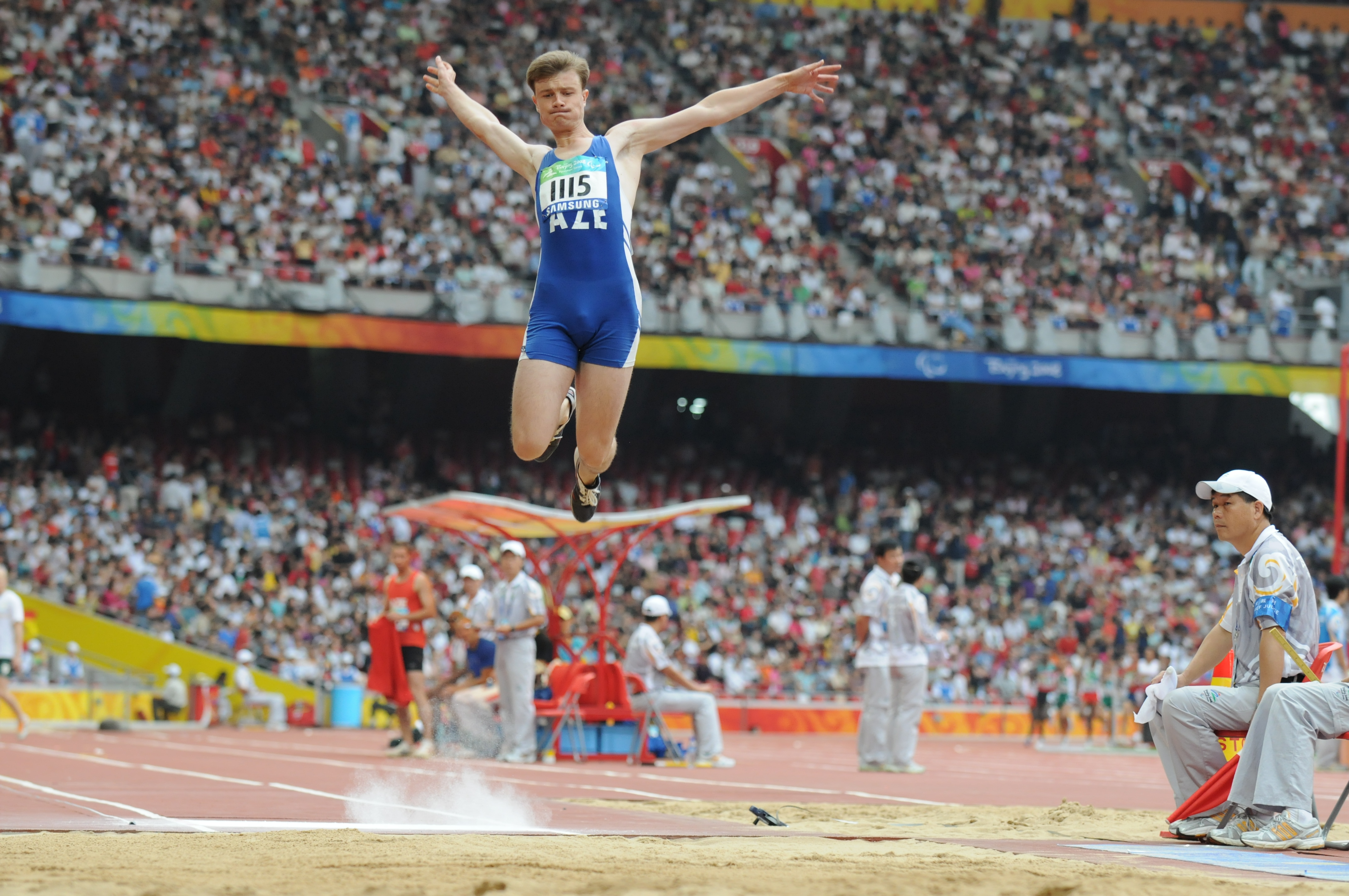
Выступление Олега Панютина

В прыжках в длину, проходивших 13 сентября, Азербайджан представлял победитель паралимпийских игр 2004 года Олег Панютин и Владимир Заяц. В этот раз Олег Панютин занял третье место с результатом 7,06 см. Золото получил Хилтон Лангенховен из ЮАР (7,31 м), серебро же досталось Усаме Альшангити из Саудовской Аравии, который также как и Олег показал результат 7,06 м. В этих соревнованиях участвовал также Владимир Заяц, занявший в итоге четвёртое место (6,81).

#### Бег

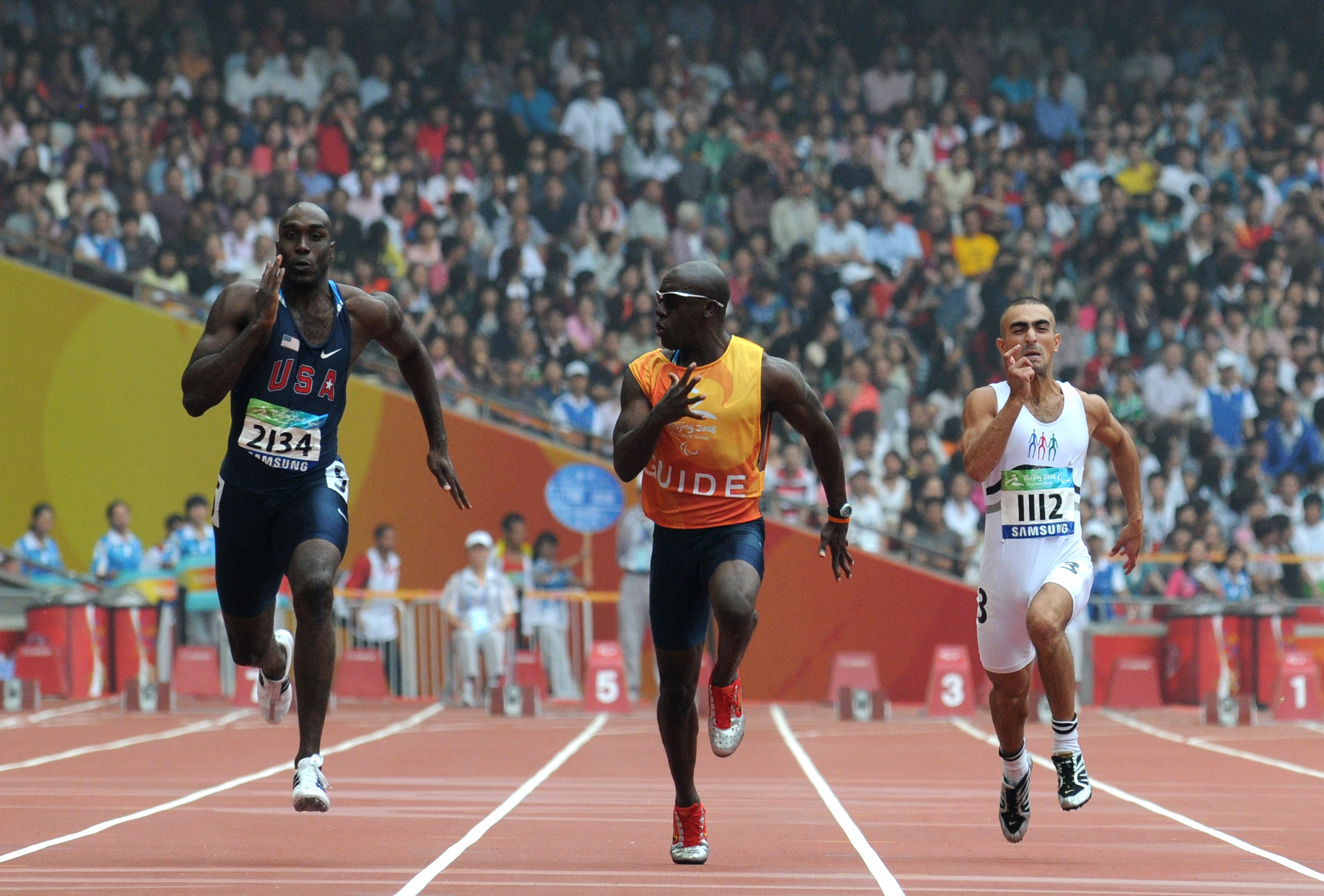
Эльчин Мурадов (справа) соревнуется в беге

В беге на дистанции Азербайджан был представлен тремя спортсменами. Выступивший первым Эльчин Мурадов не смог завоевать медали. Выступал Эльчин в беге на 100 и на 200 м. В беге на 200 метров Эльчин Мурадов не смог пройти квалификацию. Показав время в 23,38 секунды он оказался третьим, уступив немцу Маттиасу Шродеру и венесуэльцу Рикардо Сантане.
Остальные два спортсмена, Рза Османов и Вюгар Мехдиев выиграли по бронзе.

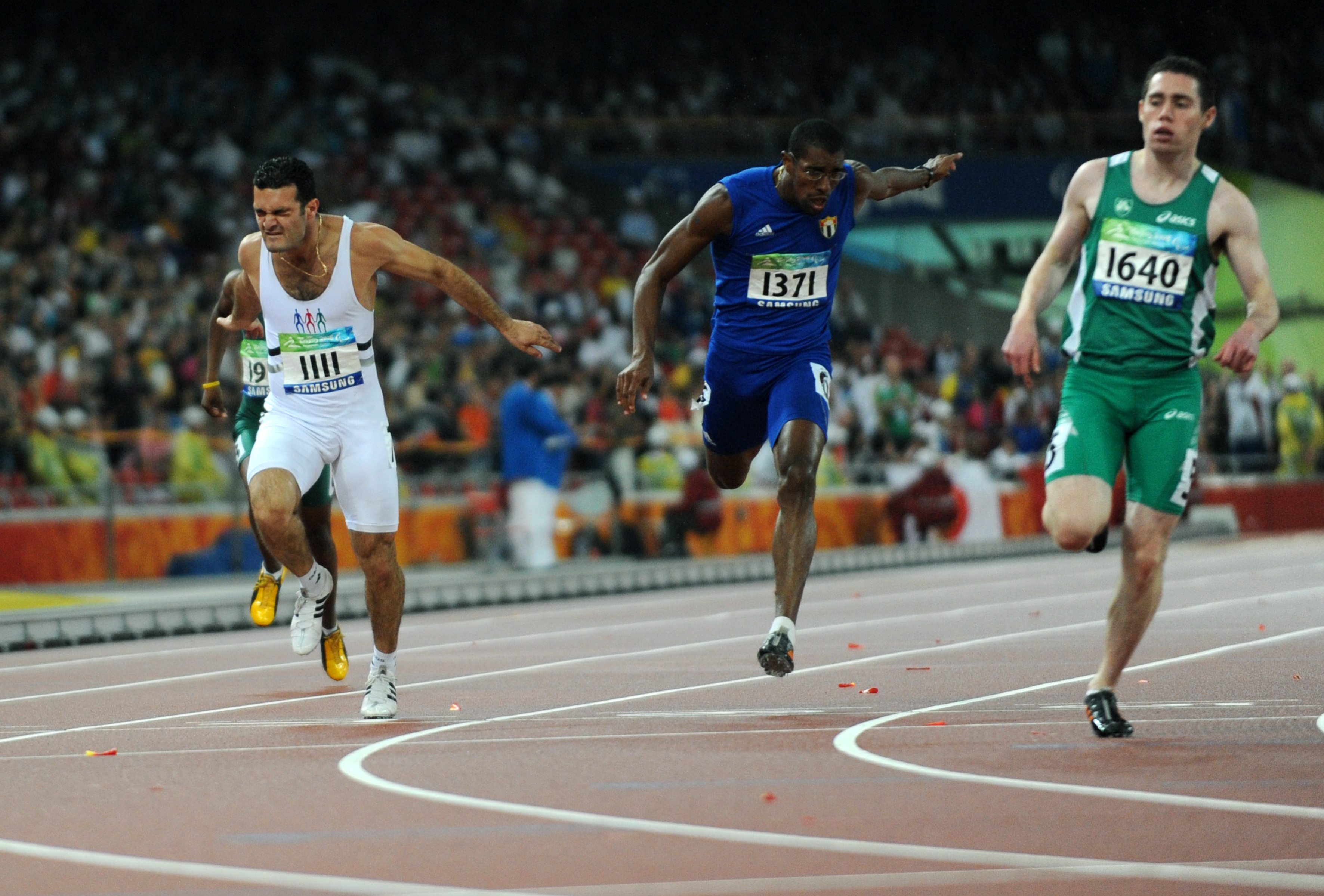
Вюгар Мехдиев (слева) соревнуется в беге

15 сентября Вюгар Мехдиев, выступая в беге на 200 м, в предварительном забеге с временем 22,19 секунды занял третье место. 16 сентября в финале он, уступив ирландцу Джейсону Смиту и Алексею Лабзину из России, прибежал за 22 секунд и занял третье место. Это было его лучшее время в сезоне. Золото досталость Джейсону Смиту, прибежавшему за 21,43 секунды. В беге же на 100 м Вюгар прибежал четвёртым. В предварительном забеге он стал третьим, преодолев дистанцию за 11,14 секунды. В финале Мехтиеву не хватило двух сотых секунды, чтобы стать третьим. Он пробежал 100 м за 11,01 секунды.
Другой бегун, Рза Османов, начавший выступление 11 сентября в первой подгруппе, состязался в беге на 400 м с Робертом Романовски (Польша) и Джонатаном Бернардом (Австралия). В результате Рза Османов прибежал к финишу первым с показателем 51,03 секунды. Вторым прибежал Роберт Романовски с отставанием на 0,63 секунды. Так Османов пробился в полуфинал, а затем и в финал. 13 сентября в финале Османов хотя и занял четвёртое место с результатом в 50,20 секунды, но в связи с дисквалификацией китайского спортсмена Ли Янсонга, бронза досталась всё-таки Османову.
Спортсменов — 7
Мужчины
| Спортсмен        | Соревнование         | Предварительный раунд               | Предварительный раунд       | Финал     | Финал     |           |           |
| Спортсмен        | Соревнование         | Результат                           | Место                       | Результат | Место     |           |           |
| ---------------- | -------------------- | ----------------------------------- | --------------------------- | --------- | --------- | --------- | --------- |
| Эльчин Мурадов   | 100 м, T12           | 11,35 (1-й райнд) 11,22 (полуфинал) | 9 (1-й райнд) 8 (полуфинал) | 11,19     | 6         |           |           |
| Эльчин Мурадов   | 200 м, T12           | 23,38                               | 14                          | Не прошёл | Не прошёл | Не прошёл | Не прошёл |
| Вюгар Мехдиев    | 100 м T13            | 11,14                               | 3                           | 11,01     | 4         |           |           |
| Вюгар Мехдиев    | 200 м T13            | 22,19                               | 3                           | 22        |           |           |           |
| Рза Османов      | 400 м T12            | 51,03                               | 1                           | 50,20     |           |           |           |
| Олег Панютин     | Прыжок в длину F12   | Не участвовал                       | Не участвовал               | 7,06      |           |           |           |
| Владимир Заяц    | Прыжок в длину F12   | Не участвовал                       | Не участвовал               | 6,81      | 4         |           |           |
| Владимир Заяц    | Тройной прыжок F12   | Не участвовал                       | Не участвовал               | 15        |           |           |           |
| Зейнидин Билалов | Тройной прыжок F11   | Не участвовал                       | Не участвовал               | 12,80     |           |           |           |
| Олохан Мусаев    | Толкание ядра F55/56 | Не участвовал                       | Не участвовал               | 13,49     |           |           |           |

Азербайджанские легкоатлеты на церемонии награждения
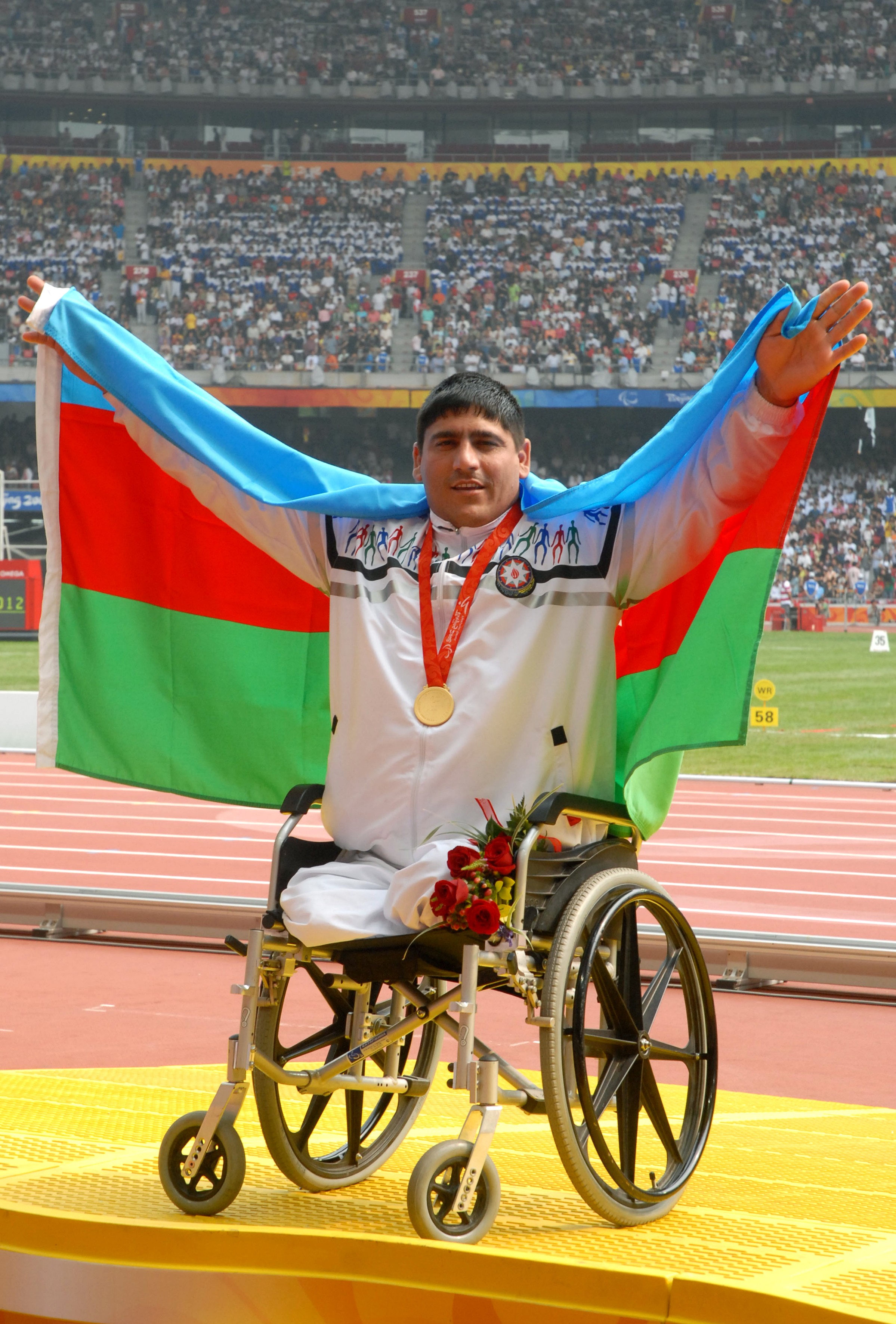
Олохан Мусаев
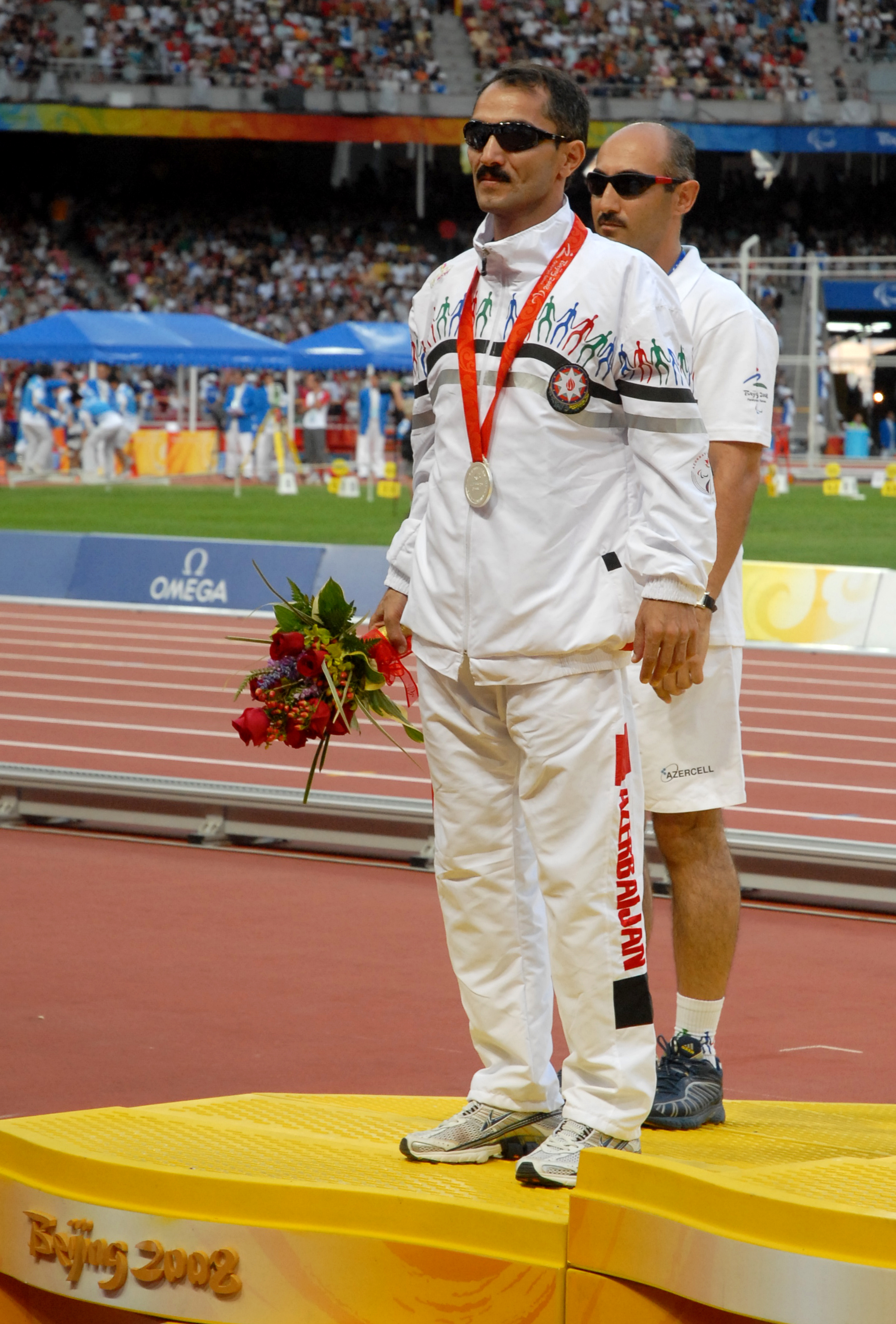
Зейнидин Билалов
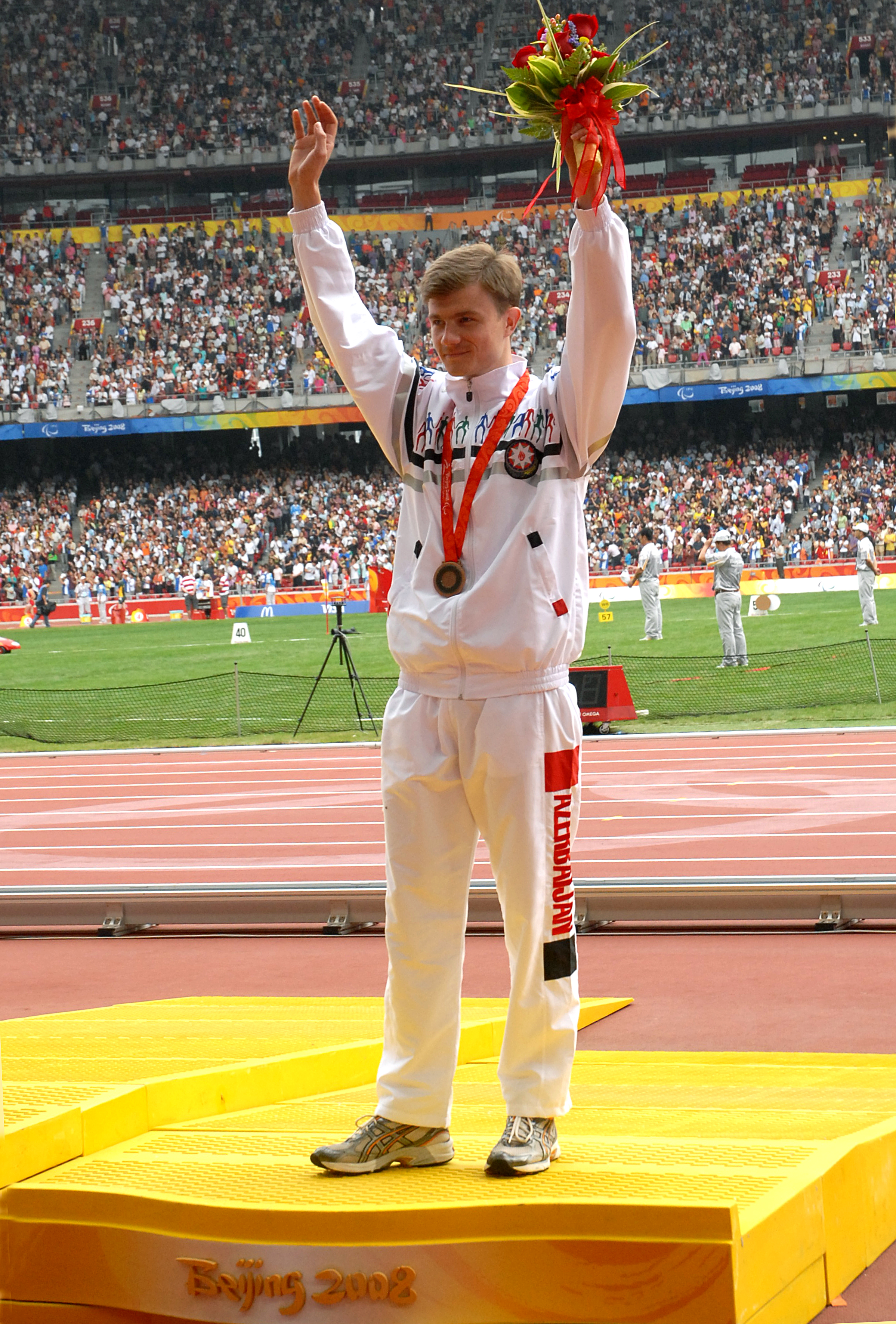
Олег Панютин
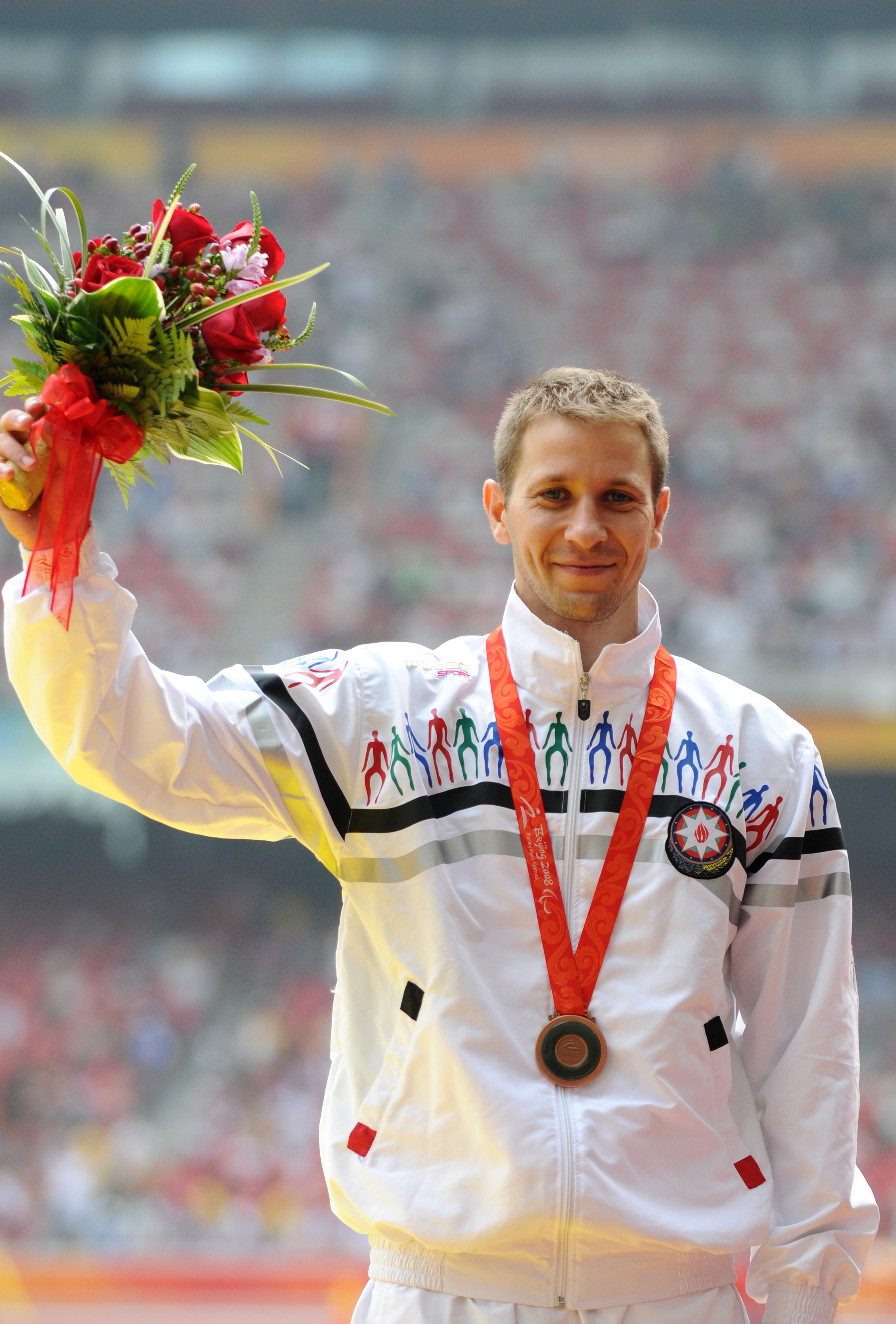
Владимир Заяц
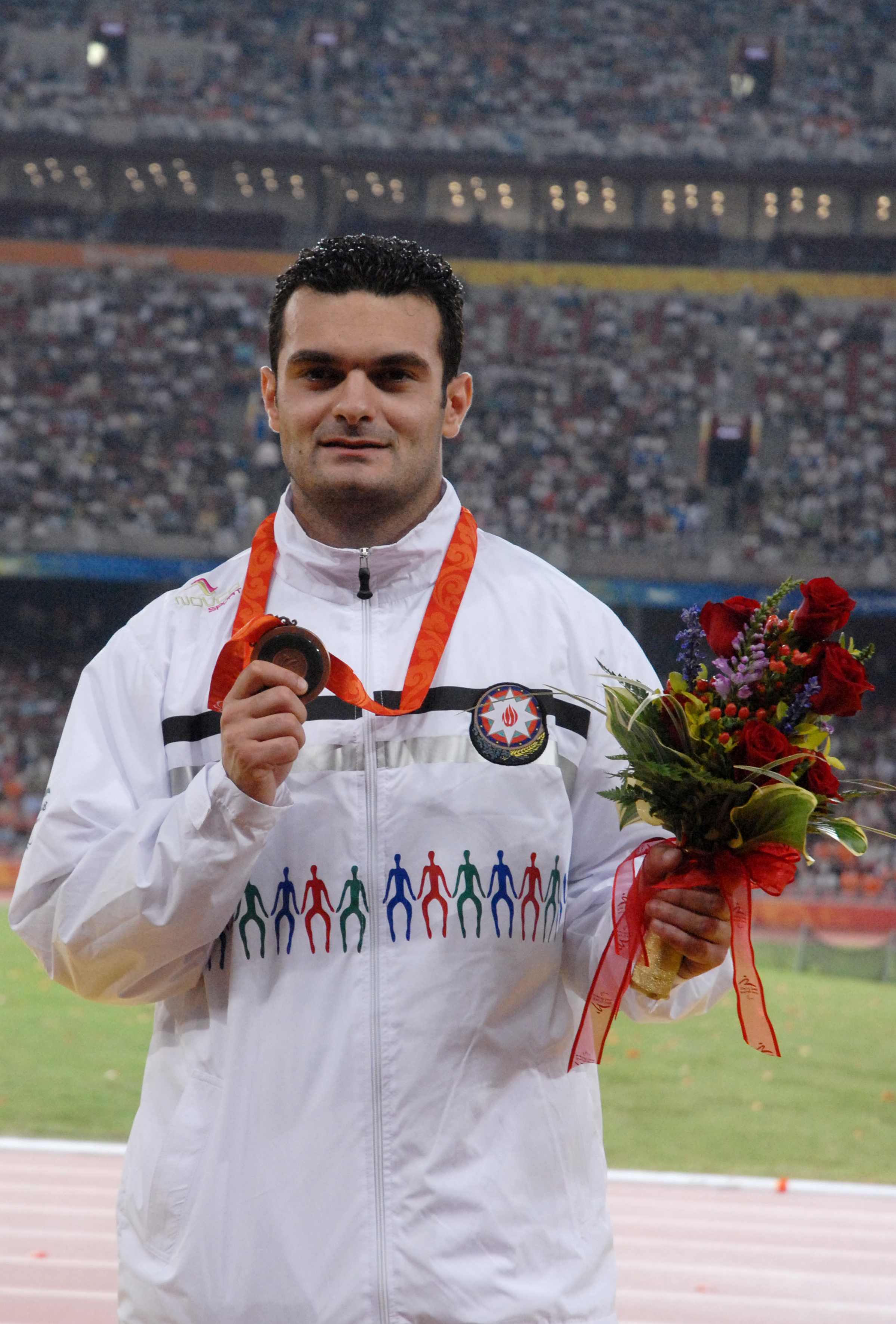
Вюгар Мехдиев

### Пауэрлифтинг
Азербайджан был представлен тремя спортсменами. Лучший результат показал выступавший в весовой категории до 90 кг Эльшан Гусейнов. Подняв 190 кг, Эльшан занял 5-е место. Другой пауэрлифтер, Мехман Рамазанзаде (до 100 кг) занял 8-е место. Его результат также составлял 190 кг. Магеррам Алиев в весовой категории свыше 100 кг в первой попытке взял 190 кг, а затем зафиксировал 200 кг и 205 кг. С последним результатом Магеррам занял седьмое место, отстав от китайца Ли Бинга, занявшего третье место, на 20 кг.

### Стрельба
Азербайджан в этом виде спорта представлял один спортсмен, призёр Паралимпийских игр 2000 и 2004 годов, Елена Таранова. Но в Пекине ей завоевать медали не удалось. Свой лучший результат она показала в стрельбе из пневматического пистолета — 6-е место, 460,1 балла. В стрельбе же из малокалиберного пистолета она, набрав 527 очков на предварительном этапе, заняла 25-е место и не смогла пробиться в финал. В результате же своего третьего состязания, Таранова заняла 16-е место среди 30 участников. Для выхода в финал Елене не хватило 15 очков.
Спортсменов — 1
Женщины
| Спортсмен      | Соревнование                  | Квалификация | Квалификация | Финал     | Финал     |
| Спортсмен      | Соревнование                  | Результат    | Место        | Результат | Место     |
| -------------- | ----------------------------- | ------------ | ------------ | --------- | --------- |
| Елена Таранова | Пневматический пистолет, 10 м | 364          | 8-я          | 460,1     | 6-я       |
| Елена Таранова | Малокалиберный пистолет, 25 м | 527          | 25-я         | Не прошла | Не прошла |
| Елена Таранова | Малокалиберный пистолет, 50 м | 517          | 16-я         | Не прошла | Не прошла |